# Schloss La Clayette

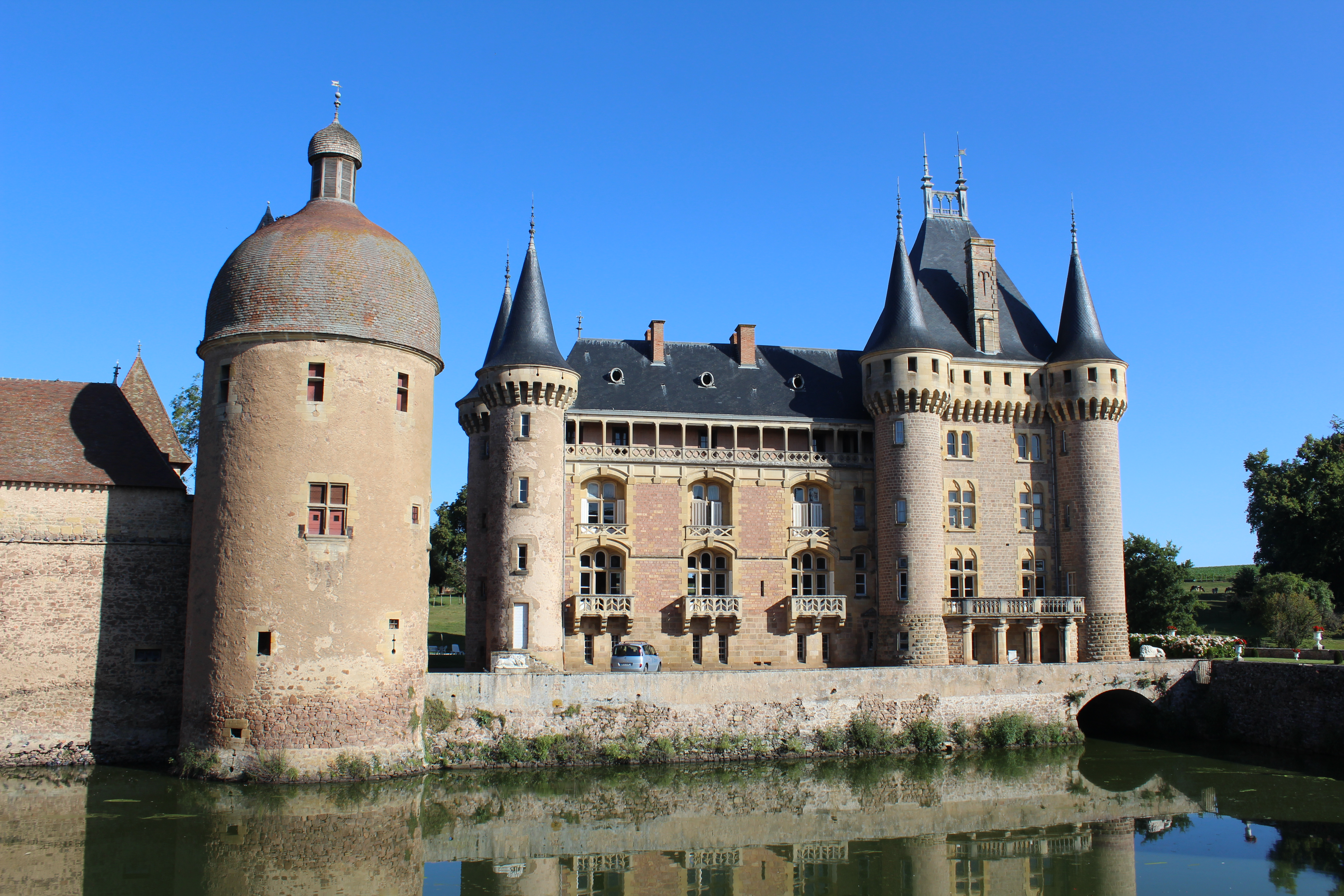
Schloss La Clayette

Das Schloss La Clayette (französisch Château de La Clayette) ist ein Wasserschloss in der gleichnamigen französischen Gemeinde des Arrondissement Charolles des Départements Saône-et-Loire in der Region Bourgogne-Franche-Comté.
Das Schloss wurde am 21. Januar 1946 als Monument historique klassifiziert und damit unter Denkmalschutz gestellt. In der Folgezeit und letztmals am 1. Oktober 2002 wurde der Denkmalschutz auf weitere Elemente des Schlosses wie den Hof, die Orangerie und die Kapelle ausgeweitet. Es befindet sich in Privatbesitz und kann nicht besichtigt werden.

## Beschreibung
Umgeben von Wasser, liegt das Schloss auf einem Rechteck. Das Schloss besteht aus einem Gebäudekomplex mit Hauptgebäude im nördlichen Teil und zwei parallelen rechteckigen Nebengebäuden mit jeweils einem überhängenden Eckturm, die einen Hof umrahmen. Im Zentrum des Haupthauses steht ein quadratischer Turm, der nach Osten von zwei Rundtürmen flankiert wird. Von diesem Haupteingang des Schlosses führt eine Straße in östliche Richtung über den See zu einem Tor. Eine Galerie führt von den schmaleren Rundtürmen des Hauptturms nach Süden zu einem großen Rundturm. Im Westen schließt sich an den Hauptturm ein weiteres Gebäude aus dem 18. Jahrhundert an.

## Geschichte
Das Schloss La Clayette war vom 14. Jahrhundert bis zur Französischen Revolution das Zentrum eines der größten Besitzungen in dieser Region. 1380 verwandelte Philibert de Lespinasse eine bereits bestehende Befestigung, die zum Zoll eintreiben genutzt wurde, in ein Schloss mit Rundtürmen. 1420 fiel das Schloss Louis de Chantemerle, dessen Familie zur Entourage der Herzöge von Burgund gehörte. Am 2. August 1524 verbrachte  Franz I., der Ritterkönig, unterwegs in Richtung Lyon, eine Nacht im Schloss.
1632 fiel der Besitz mit dem Tod Alice-Éléonore de Chantemerles an ihren Ehemann Paul de Damas und somit an das Haus Damas. 1703 erbte mit dem Ableben von Jean-Léonard de Damas der  Palatin de Dyo das Anwesen. In der Folgezeit wechselt das Schloss mehrmals den Besitzer. Am 4. November 1722 erwarb Bernard de Noblet  La Clayette für den Preis von 160.000 Livres und 1800 Flaschen Wein. Bernard de Noblet wurde Baron von Clayette, sowie Baron von Tremont. 1736 wurde La Clayette zur Grafschaft erhoben und fortan blieb das Schloss in Besitz der gleichen Familie.

## Die Familie Noblet von Anglure
- Bernard de Noblet
- Alexandre Marie de Noblet, Marquis d’Anglure, Sohn von Bernard de Noblet (* 1699)
- Charles-Etienne de Noblet, Ritter, Sohn von Alexandre Marie de Noblet (* 1739 im Schloss)
- Etienne Angélique Victor de Noblet d’Anglure, comte de la Clayette (Graf von Clayette), Sohn von Charles-Etienne de Noblet (1772–1847)
- Charles, Marquis de Noblet d’Anglure, Sohn von Etienne Angélique Victor de Noblet d’Anglure (1822–1898)
- Abel, Marquis de Noblet d’Anglure, Sohn von Charles de Noblet (1856–1927)
- Gonzague, Marquis de Noblet d’Anglure, Sohn von Abel de Noblet (1888–1983)
- Bernard, Marquis de Noblet d’Anglure, Sohn von Gonzage (1925–1991)
- Amaury, Marquis de Noblet d’Anglure, Bruder von Bernard (* 1929)